# عونی عبدالهادی
عونی عبدالهادی (عربی: عوني عبد الهادي)، (زاده ۱۸۸۹ در نابلس – درگذشته ۱۹۷۰ در قاهره) از سیاستمدار ملی عرب بود.

## زندگی و تحصیلات
عونی عبدالهادی در سال ۱۸۸۲ در نابلس متولد شد. وی بخشی از تحصیلاتش را در استانبول ترکیه و ادامه آن را در دانشگاه سوربن پاریس گذراند. او با تعدادی از همکارانش جمعیت جوانان عرب را پایه‌گذاری کرد. همچنین او یکی از اعضای کمیته‌ای بود که دعوت به برگزاری اولین کنفرانس عربی در پاریس بریاست عبدالحمید الزهراوی نمود.

## فعالیت‌های سیاسی
عونی در سال ۱۹۳۲ در تأسیس «حزب استقلال عرب» بمثابه اولین حزب قانونی فلسطینی شرکت داشت. در سال ۱۹۳۶ کمیته عالی عربی عونی را به بغداد و سپس به ژنو فرستاد تا نقطه نظرات اعراب در زمینه تقسیم فلسطین را توزیع دهد اما مقامات انگلستان به اتهام وابستگی او به انقلاب بزرگ فلسطین اجازه بازگشت به فلسطین را به او ندادند لذا مجبور به رفتن به قاهره شد و تا سال ۱۹۴۳ در آنجا ماند. او در سال ۱۹۶۴ بریاست اداره قانونی در اتحادیه عرب منصوب و چندین سال در این سمت باقی ماند. او همچنین یکی از پایه‌گذاران انجمن جوانان عرب بود.

## درگذشت
سرانجام عونی عبدالهادی در ۱۵ مارس ۱۹۷۰ در قاهره درگذشت و در همان‌جا به خاک سپرده شد.

## سوابق عملی
- دبیرکل وزارت خارجه در دمشق در زمان ملک فیصل بن الحسین
- بنیان‌گذار جمعیت جوانان عرب
- رئیس دیوان امیری در ۱۹۲۱
- بنیان‌گذار حزب استقلال فلسطین در ۱۹۳۲
- سفیر اردن در قاهره ۱۹۵۱ تا ۱۹۵۵
- عضو مجلس اعیان اردن ۱۹۵۸
- رئیس امور قانونی در اتحادیه عرب

## مناصب وزارتی
- وزیر دولت
- وزیر امور خارجه و دادگستری ۱۹۵۶[۴]